# Euchromius pulverosa
Euchromius pulverosa là một loài bướm đêm trong họ Crambidae.